# 2000年シドニーオリンピックのケニア選手団
2000年シドニーオリンピックのケニア選手団（2000ねんシドニーオリンピックのケニアせんしゅだん）は、2000年9月15日から10月1日にかけてオーストラリアのニューサウスウェールズ州シドニーで開催された2000年シドニーオリンピックのケニア選手団、およびその競技結果。

## 概要
今大会は金メダル2個、銀メダル3個、銅メダル2個の合計7個のメダルを獲得した。

## メダル
| メダル | 選手名                         | 競技 | 種目          |
| ------ | ------------------------------ | ---- | ------------- |
| 金     | ノア・ヌゲニ                   | 陸上 | 男子1500m     |
| 金     | ルーベン・コスゲイ             | 陸上 | 男子3000m障害 |
| 銀     | ポール・テルガト               | 陸上 | 男子10000m    |
| 銀     | エリック・ワイナイナ           | 陸上 | 男子マラソン  |
| 銀     | ウィルソン・ボイト・キプケテル | 陸上 | 男子3000m障害 |
| 銅     | バーナード・ラガト             | 陸上 | 男子1500m     |
| 銅     | ジョイス・チェプチュンバ       | 陸上 | 女子マラソン  |